# تنسگل
تَنَسگُل میوه‌ای از خانواده آلوها که بیشتر در مشهد یافت می‌شود. به علت فسادپذیری بالا، این میوه را نمی‌توان به شهرهای دیگر فرستاد. در نتیجه این میوه در دیگر شهرها کمتر شناخته شده‌است. تَنَسگُل همچنین نامی دخترانه است (تن از گل). در جنوب خراسان، مشخصا درفردوس، این میوه با نام طناسگل (طناز گل) شناخته می‌شود. در روستای خُنگ بیرجند این میوه را تراسگل می گویند. علت این نام‌گذاری شاید به خاطر درون رنگارنگ این میوه باشد.
میوهٔ تنسگل در حقیقت نوعی ناهنجاری در آلوهای مختلف پس از پیوند زدن به حساب می‌آید؛ یعنی وقتی جوانهٔ آلو را به پایهٔ آلوچه، بادام و دیگر گیاهان هم‌خانواده پیوند می‌زنند، گاهی محصول کار تناسگل از کار در می‌آید که ظاهری شبیه آلو دارد اما در طعم و مخصوصاً رنگ درونی بسیار متفاوت است؛ به همین علت این میوه را نمی‌توان از کاشت هسته به دست آورد.